# Ꙡ
Pour les articles homonymes, voir Tse.
Le tsé réfléchi (capitale Ꙡ, minuscule ꙡ) est une lettre archaïque de l'alphabet cyrillique utilisée en vieux russe dans des documents de Novgorod du XIe au XVe siècle.

## Représentations informatiques
Le tsé réfléchi peut être représenté avec les caractères Unicode suivants :
| formes    | représentations | chaînes de caractères | points de code | descriptions                             |
| --------- | --------------- | --------------------- | -------------- | ---------------------------------------- |
| capitale  | Ꙡ               | Ꙡ                     | U+A660         | lettre majuscule cyrillique tsé réfléchi |
| minuscule | ꙡ               | ꙡ                     | U+A661         | lettre minuscule cyrillique tsé réfléchi |